# 王本儉
王本儉（1438年—？），字節之，湖廣黃州府麻城縣人，民籍，明朝政治人物，進士出身。

## 生平
早年出身國子生，湖廣鄉試第九名舉人。成化十四年（1478年）參加戊戌科會試第二百四十六名，殿試登進士第三甲第十名。初授吳縣知縣，改豐城縣。累官廣西桂林副使，率軍平叛，卒於行旅。

## 家庭
曾祖王舜舉；祖父王友誠；父王孟良。母聂氏，继母徐氏。严侍下。